# Pterophorus chionoptila
Pterophorus chionoptila is een vlinder uit de familie vedermotten (Pterophoridae). De wetenschappelijke naam van de soort is voor het eerst geldig gepubliceerd in 1940 door Fletcher.